# Eunectes akayima
A sucuri-verde do norte (Eunectes akayima), é uma espécie de serpente da família Boidae encontrada na América do Sul e na ilha caribenha de Trinidad. É uma das cobras mais pesadas e longas do mundo. Como todas as boas, é uma constritora não venenosa.
A nova espécie foi nomeada em 2024, depois de se ter descoberto que era geneticamente distinta da morfologicamente indistinguível Eunectes murinus.

## História

### Propostas anteriores
Várias propostas já foram feitas para separar uma nova espécie ou subespécie da sucuri verde (Eunectes murinus), como por exemplo a Eunectes murinus gigas (Latreille, 1801) ou Eunectes barbouri (Dunn e Conant, 1936).

### Descoberta
Em 2024, pesquisas mostraram que a sucuri-verde do norte (Eunectes akayima) é geneticamente distinta da Eunectes murinus, espécie com a qual compartilha o mesmo habitat e ocorre mais ao sul. A diferença de aproximadamente 5,5% no DNA mitocondrial levou as populações do norte a serem reconhecidas como uma espécie diferente. Cabe salientar que a diferença genética entre o chimpanzé e o ser humano é de cerca de 2%.
As amostras foram coletadas principalmente no Equador, Venezuela e Brasil ao longo de 20 anos em um estudo liderado pelo professor Jesús Rivas da New Mexico Highlands University, analisando dados genéticos por meio de amostras de sangue e tecidos, bem como características anatômicas como contagem de escamas, bem como dados de habitat.
Peças cruciais do quebra-cabeças vieram de amostras colotadas em 2022, em uma expedição para a região de Bameno, território indígena do povo Baihuaeri Waorani, na Amazônia equatorial. A expedição foi realizda em conjunto com o líder indígena Penti Baihua e todo o processo foi documentado pela equipe do National Geographic, para a série Pole to Pole with Will Smith, onde o próprio ator participou da expedição.

## Nomenclatura

### Tipo de amostra
Embora Linnaeus tenha descrito originalmente Boa murina em 1758, a localização precisa dos síntipos da espécie não é conhecida, sendo as localizações mais prováveis do Suriname e da Guiana Francesa as zonas de contato entre ambas as populações. Como os testes genéticos exigidos não são possíveis em amostras dessa idade, é incerto a que espécie pertenciam os espécimes-tipo, tornando arbitrária a escolha de qual espécie se referir como Eunectes murinus. Sendo o clado sul o mais difundido, os descobridores optaram por manter o nome E. murinus para este último em nome da estabilidade taxonômica, estabelecendo a população norte como uma nova espécie.

### Etimologia
O nome da espécie, akayima, vem das línguas caribenhas locais, com akayi significando "cobra" e o sufixo -ima descrevendo a grandeza de uma forma que eleva o termo a uma categoria separada, dando um significado literal de "A Grande Cobra". A palavra akayima e variantes (okoyimo, okoimo) foram usadas pelo povo caribenho local para se referir à sucuri-verde do norte durante séculos antes de sua descrição científica formal.
O uso continuado do nome pelos povos indígenas antes do advento do ICZN (Código Internacional de Nomenclatura Zoológica), juntamente com a invalidade das subespécies propostas anteriormente de E. murinus devido a inconsistências na diferenciação, levaram os pesquisadores a aceitar akayima como sinônimo para a espécie.

## História genética

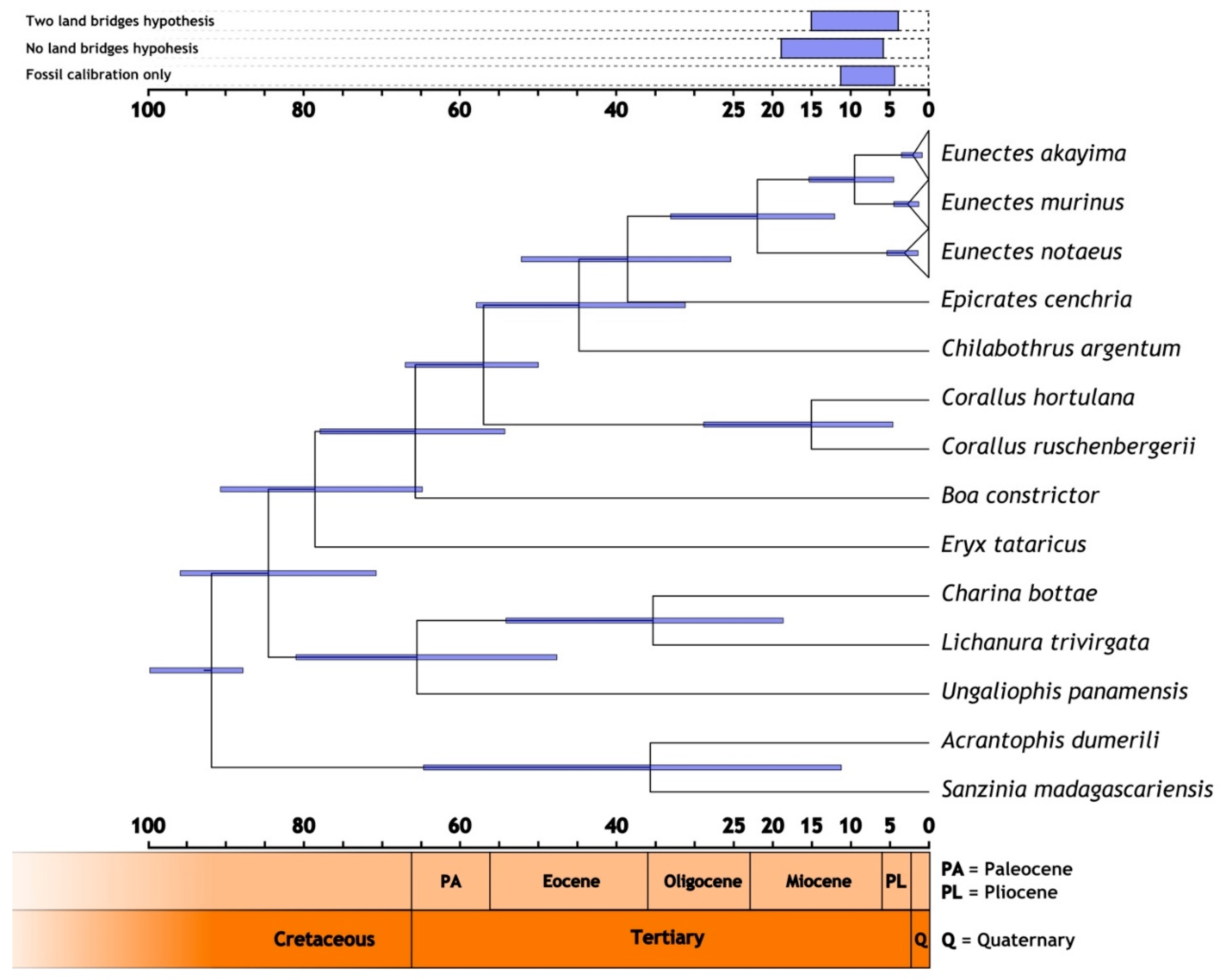
Cladograma da Eunectes akayima e espécies relacionadas, com estimativas de sua divergência com a E. murinus de acordo com diferentes cenários

Estima-se que a divergência entre as duas espécies tenha ocorrido entre 5 e 20 milhões de anos atrás, durante o Mioceno. As análises do relógio molecular foram calibradas usando a divisão anterior entre os Sanziniinae geograficamente isolados (subfamília de cobras endêmica de Madagascar) e o resto dos Boidae, juntamente com evidências fósseis. As abordagens variam dependendo do cenário considerado para a divisão acima mencionada, com cenários envolvendo uma ponte terrestre, duas ou nenhuma, fornecendo diferentes mínimos rígidos para a divergência de Boidae e, portanto, diferentes calibrações para a divisão entre as duas espécies. Outro método, considerando apenas evidências fósseis, levou à estimativa mais recente para a divisão entre E. akayima e E. murinus, sendo esta entre 5 e 11 milhões de anos atrás.
Observou-se que a divisão entre as duas espécies de sucur-verde é paralela a outras divisões norte-sul na fauna sul-americana. Os autores atribuem essa separação ao surgimento do Arco do Vaupés entre os Andes e o Escudo das Guianas, criando uma barreira geográfica entre as populações. As populações modernas de E. akayima podem ser encontradas mais ao sul do que o Arco do Vaupés, e atualmente não há barreira geográfica entre as duas espécies.
Uma divergência mais recente dentro de E. akayima foi datada de cerca de 3 milhões de anos, dividindo as populações ao sul do Delta do Orinoco.

## Descrição
A Eunectes akayima foi descrita como uma das cobras mais pesadas e mais longas do mundo, com espécimes medindo até 6,3 metros (21 pé) de comprimento. Relatos não confirmados de nativos Waorani falam de indivíduos que atingem 7,5 metros (25 pé) e 500 quilogramas (1 100 lb).
Embora as espécies sejam distinguidas pelos seus genomas mitocondriais, ainda não foram reconhecidas diferenças morfológicas entre a E. akayima e E. murinus . Descobriu-se que medidas morfológicas, como contagem de escamas em vários locais, estão nas mesmas faixas em ambas as espécies.

## Distribuição e habitat

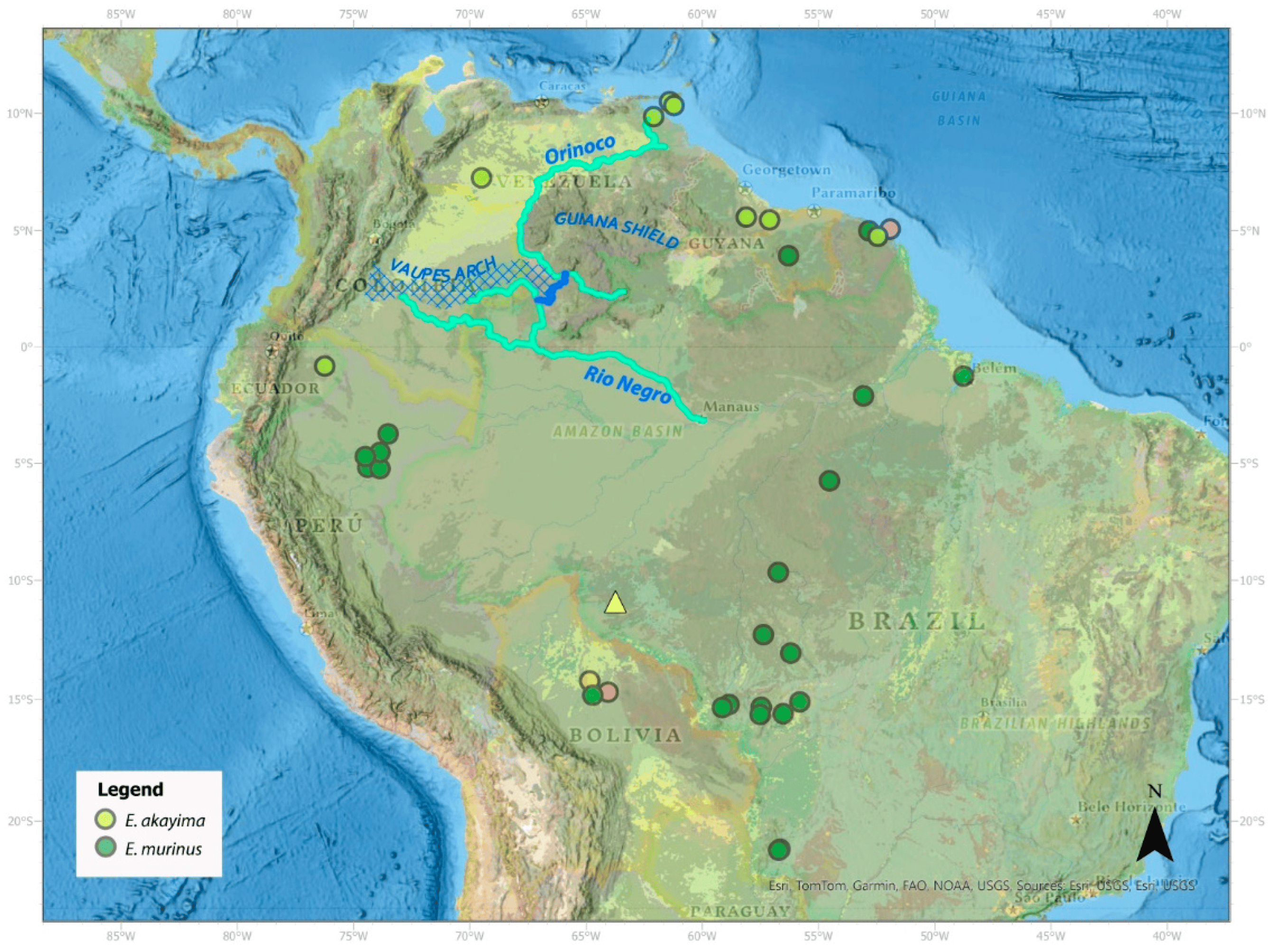
Faixa de indivíduos amostrados da Eunectes akayima (em verde claro) e Eunectes murinus (em verde escuro)

Eunectes akayima é encontrada no norte da América do Sul. A área de distribuição precisa ainda não é conhecida, mas com base em amostras colhidas, pode-se afirmar que a espécie ocorre na Venezuela, Guiana Francesa, Suriname, Guiana, Equador, norte do Brasil e na ilha de Trinidad. Foram descobertas regiões de contato, como a Guiana Francesa e provavelmente o Suriname, onde populações de ambas as espécies de anaconda verde se sobrepõem.

## Conservação
A descoberta da E. akayima como uma espécie separada revela um risco de conservação maior do que se acreditava anteriormente, uma vez que a anaconda verde foi originalmente avaliada como de menor preocupação pela IUCN devido à sua ampla distribuição. A falta de conhecimento preciso sobre a distribuição populacional dificulta a avaliação do verdadeiro estado de ambas as espécies, enquanto os diferentes nichos ecológicos, habitats e ameaças enfrentadas por ambas as espécies significam que programas de conservação específicos devem ser estabelecidos para cada uma delas.
Tal como ocorre com outras espécies de anaconda, as principais ameaças incluem conflitos com humanos, bem como a degradação e fragmentação do habitat causada pela agricultura, alterações climáticas e extração de petróleo na região. Os pesquisadores observaram a importância de monitorar o número populacional da espécie, bem como de estudar os efeitos dos produtos petroquímicos relacionados ao derramamento de óleo na biologia reprodutiva da cobra. A alta sensibilidade das espécies às mudanças as torna um indicador de saúde ambiental, destacando a importância da avaliação de suas populações.